# Montlhéry
Montlhéry là một xã trong vùng hành chính Île-de-France, thuộc tỉnh Essonne, quận Palaiseau, tổng Montlhéry. Tọa độ địa lý của xã là 48° 38' vĩ độ bắc, 02° 16' kinh độ đông. Montlhéry nằm trên độ cao trung bình là 100 mét trên mực nước biển, có điểm thấp nhất là 80 mét và điểm cao nhất là 151 mét. Xã có diện tích 3.28 km², dân số vào thời điểm 1999 là 5676 người; mật độ dân số là 1730 người/km².

## Các thành phố kết nghĩa
- Stetten am kalten Markt, Đức
- Freising, Đức

## Nhân vật nổi tiếng
- Paul Fort đã sống tại đây từ 1921 cho đến khi qua đời năm 1960.